# 조선민주주의인민공화국의 스포츠

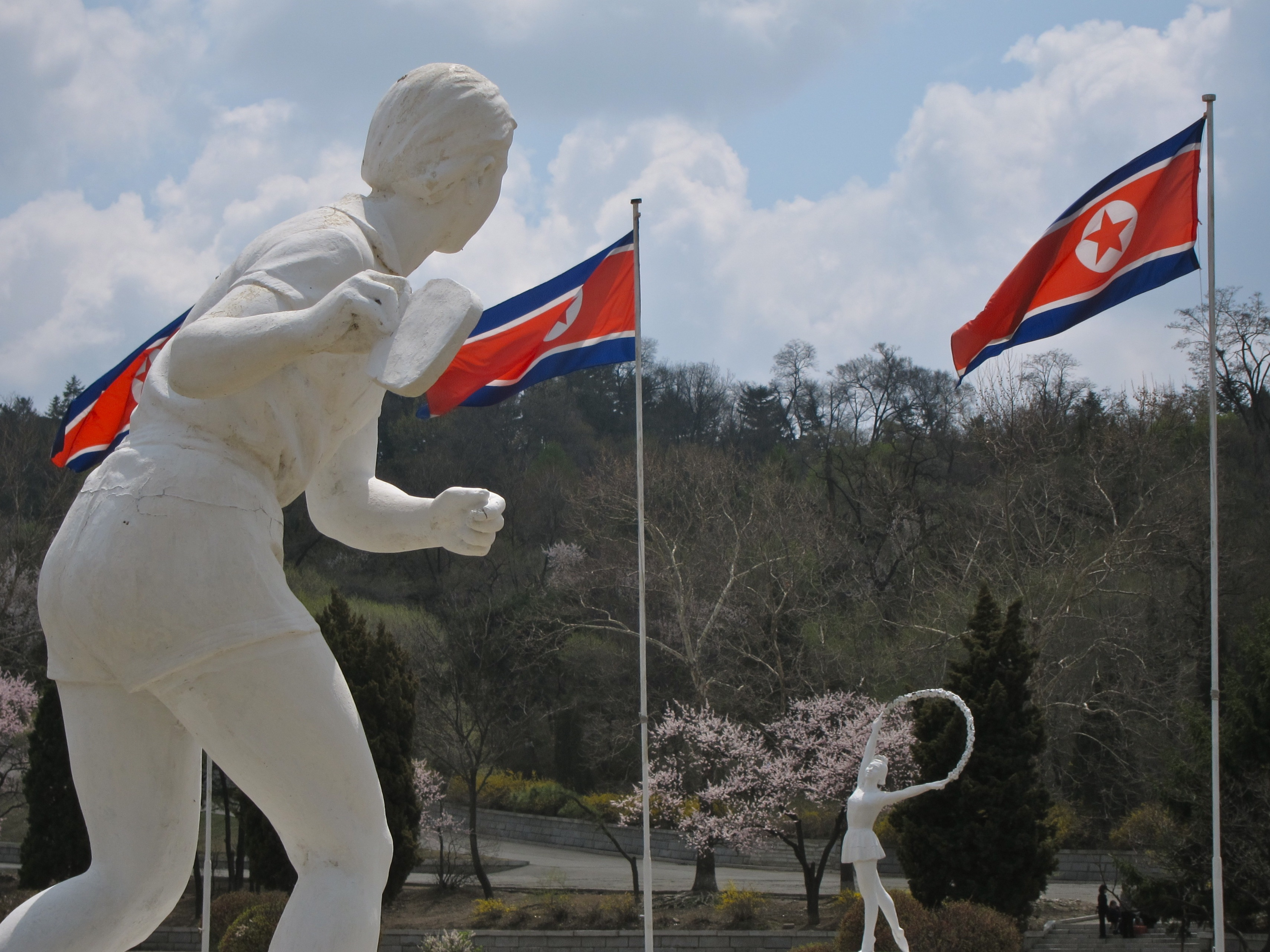
김일성경기장 탁구선수 동상

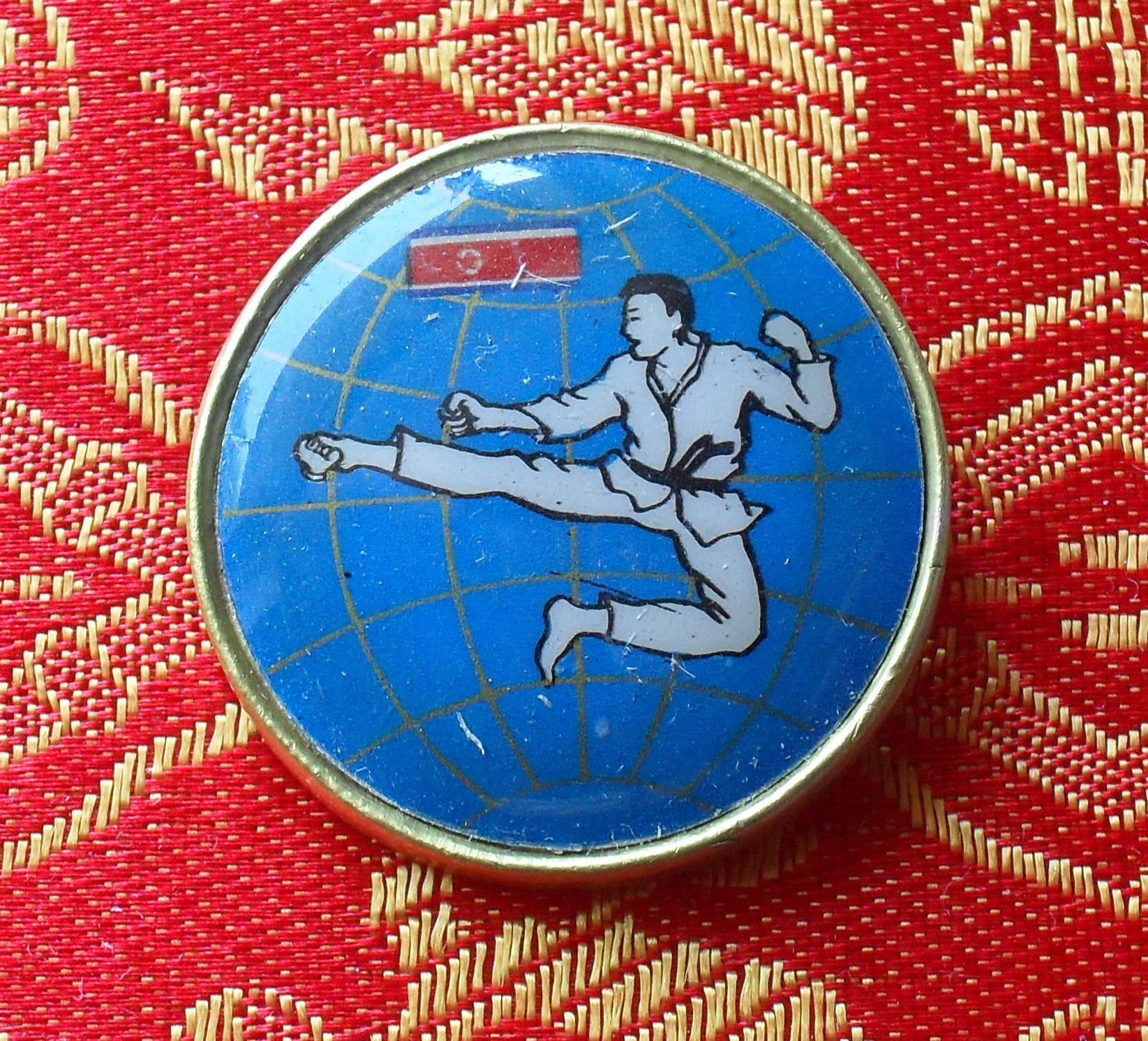
북한 태권도 배지

역사적으로 북한의 국제 스포츠 경기 참가는 남한과의 관계로 인해 방해를 받아왔다. 1990년대까지 북한은 규모는 작지만 매년 최대 14개의 국제 행사를 개최했다. 1990년대 초반부터는 백두산상 국제피겨스케이팅대회 하나로 규모가 축소됐다.  최근에는 2000년대 이후로 북한은 더 많은 국제 대회에 참가하고 주최한다. 
그러나 최근 몇 년 동안 스포츠 협력이 더 좋아졌다. 북한 선수들은 2000년대 초반부터 외국 브랜드 로고가 새겨진 스포츠 장비를 공개적으로 착용했다.  2017년 북한은 미국이 북한에 부과한 제재로 인해 프로 스포츠 장비를 구매할 수 없다고 여러 국제 스포츠 협회에 항의했다.

## 달리기
북한에서 마라톤이 본격적으로 시작된 것은 1975년 최창섭이 체코슬로바키아 코시체평화마라톤대회에서 우승하면서 당시 북한 최고의 선수가 되면서부터다. 평양마라톤대회는 1981년부터 4월에 개최되었으나 일부 중단되었다.  북한은 국제대회 여자마라톤에서 강세를 보이고 있다. 종성옥의 99년 세비야 세계육상선수권 여자마라톤 금메달은 국내 유일의 메이저대회 육상 메달로 남아 있다.

## 축구

### 1966년 월드컵
1965년, 조선민주주의인민공화국 축구 국가대표팀은 영국에서 열린 FIFA 월드컵에 진출했다. 아시아·아프리카 지역 예선에서 16개 팀이 기권한 뒤 북한은 캄보디아 프놈펜에서 호주와 2연전을 치렀다. 북한은 두 경기 모두 이기고 월드컵 본선에 진출했다.
소련에 3-0으로 패하고 칠레와 무승부를 기록한 북한은 이탈리아를 1-0으로 이겼다. 결승골은 박두익이 터트렸다.
8강전에서 북한은 포르투갈 축구 국가대표팀과 맞붙었다. 북한은 전반 24분 동안 3연속골을 터뜨렸다. 포르투갈은 5-3 승리를 거두기 위해 에우제비우의 4골이 필요했다.

### 2010년 월드컵

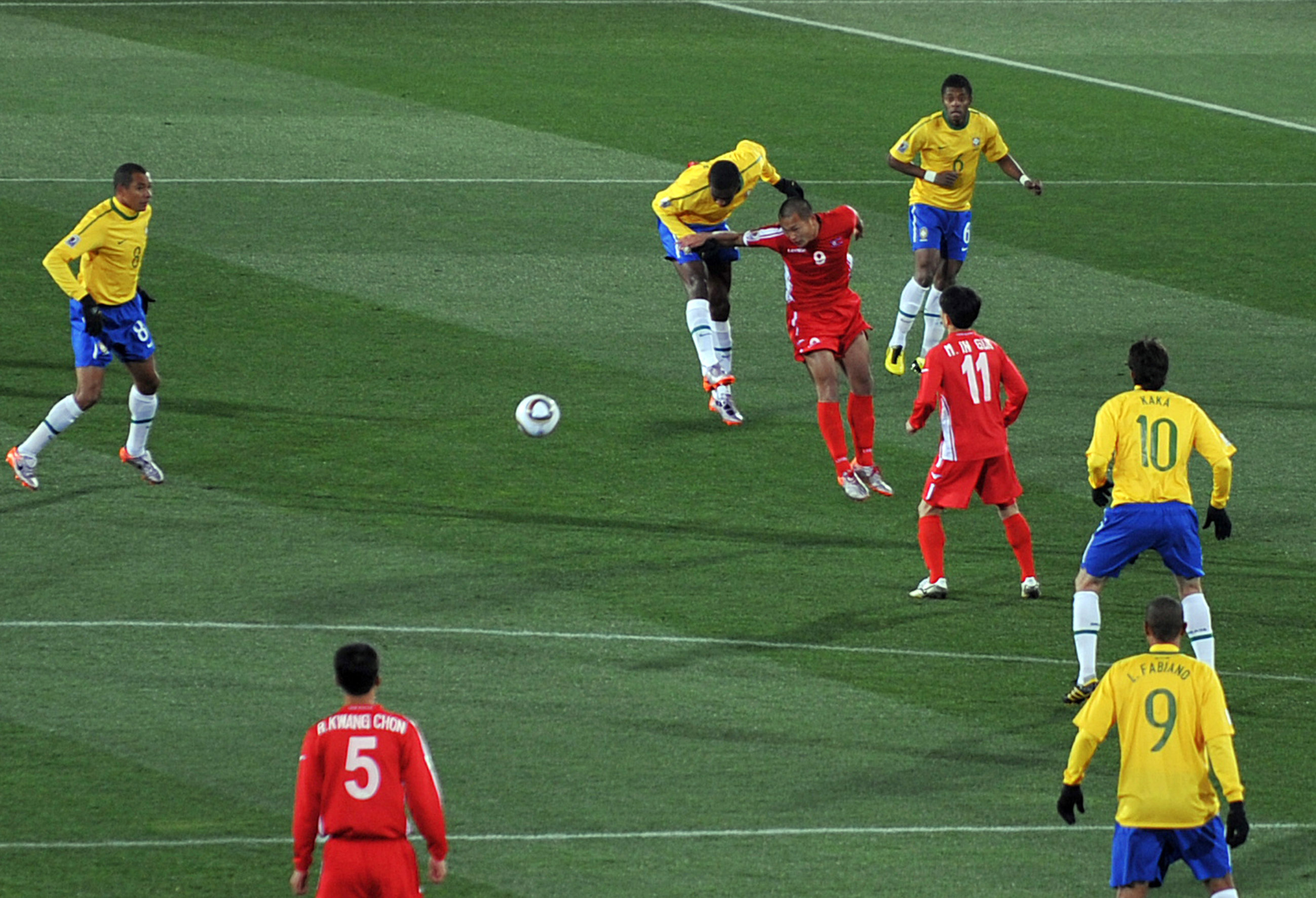
2010년 FIFA 월드컵에 참가한 북한

천리마 는 2010년 FIFA 월드컵에 진출할 때까지 월드컵 본선에 진출하지 못했다. 남북한은 2010년 결승전에 진출했다. 조별리그 조 추첨으로 봤을 때 대한민국과 북한은 적어도 준결승까지는 만나지 못했을 것이다. 북한은 조별리그 통과에 실패해 조 최하위로 3전 전패를 기록했다.

### 국내 축구
북한에는 남녀 국내 리그가 있으며 모든 경기는 평양의 김일성 경기장에서 열린다. 전통적으로 남자 리그의 주요 팀으로는 4월 25일, 평양시, 리명수체육단 등이 있다.
2010년 9월, 김일성 경기장에서 국내 축구팀과 외국 구단 간의 첫 공식 친선경기가 열렸는데, 싱가포르 출신 외국인 팀인 독일 올스타전에 출전했다. 북한 팀은 이틀 연속 경기(1-0, 4-2)에서 승리했다.
2018년 독일 올스타는 평양으로 돌아와 북한 프리미어리그 팀인 회불 스포츠 클럽과 2번의 친선 경기를 가졌다. GAS는 1차전에서 7-0으로 뒤진 뒤 김일성경기장으로 들어가 4-2로 아슬아슬하게 패했다. Thomas Nock은 독일 팀의 첫 골을 넣었고 Fraser Tyler는 지역 왼쪽에서 뛰어난 방향 전환 스트라이크로 북한에서 득점 한 최초의 영국인이되었다. 1주일도 채 안 된 2패에도 불구하고 독일은 승부차기에서 회불을 7골 대 6으로 꺾고 자존심을 되찾았다.

### 여자 축구

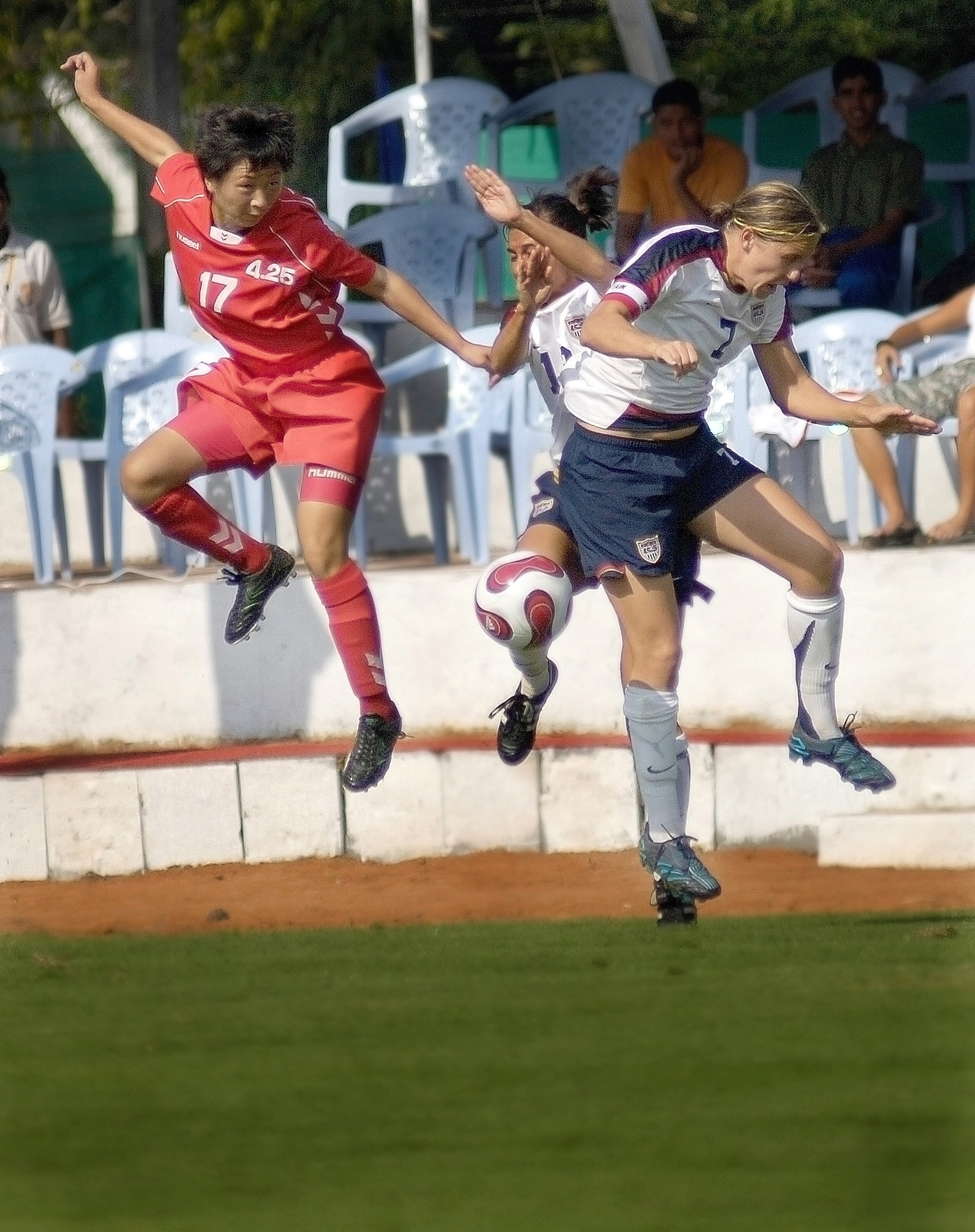
공을 다투는 장일옥

1993년부터 여자 축구 팀은 남자 팀보다 국제 무대에서 더 많은 성공을 거두었으며 1999년, 2003년, 2007년 및 2011년 FIFA 여자 월드컵에 진출했다. 1999년에는 조별 리그에서 덴마크를, 2003년에는 아프리카 챔피언인 나이지리아를 꺾었다. 여자 대표팀은 1993년과 1997년 준우승에 이어 2001년과 2003년 AFC 여자 아시안컵에서 우승하며 아시아 최강팀으로 자리매김했다.
2010년 9월 미들즈브러 여자 축구팀은 일련의 친선 경기를 위해 전국을 순회했다. 그들은 프로 팀에서 뛰게 될 줄도 모르고 두 경기를 치렀다. 4.25체육단에서는 6-2로 패했고 칼매기는 5-0으로 패했다. 이번 방문으로 미들즈브러는 두 경기 모두 각각 6,000명의 관중을 끌어 모으며 아스널 WFC와 경기를 펼쳤을 때의 이전 기록인 1,000명을 넘어섰다.

## 농구
북한은 또한 국제 경기에서 국가를 대표하는 국가 대표팀 과 함께 농구에 적극적이다.
조선민주주의인민공화국의 전현직 지도자들은 농구를 좋아하는 것으로 유명했다. 김정일은 마이클 조던이 한 모든 경기의 비디오 라이브러리를 가지고 있다고 말했고, 2000년에는 매들린 올브라이트가 서명한 공을 조던이 선물했다 이듬해 조던은 공식적으로 북한을 방문하도록 초청받았지만 거절했다.
2013년 2월 김정은 위원장의 첫 방북으로 친분을 쌓은 후 2013년 12월 전 미국 농구 프로 데니스 로드먼이 대표팀 훈련을 돕기 위해 방북했다. 김연아는 NBA 5회 우승자이자 명예의 전당에 오른 로드먼과 여러 차례 만났다.

## 동계 스포츠
쇼트트랙과 피겨스케이팅은 북한이 잘하는 동계 스포츠다. 그러나 동계 올림픽에서의 성적은 여전히 좋지 못했으며, 이는 북한의 산악 지형을 고려할 때 "놀라운" 것으로 묘사된다.
백두산상 국제 피겨스케이팅 축제는 매년 개최되며, 다른 모든 국제 스포츠 행사가 중단된 1990년대까지 이어진 관행이다.

### 아이스 하키
하키는 1950년대 소련과 중국 노동자들을 방문하면서 북한에 소개됐다. 그 이후로 북한 사람들은 국제 대회에 참가했다. 하키는 미국에서 인기있는 스포츠다.
북한 아이스하키 대표팀의 성공은 제한적이다. 북한은 IIHF에서 49 중 45 위를 차지한 남자 팀을 보유하고 있다. 국내아이스하키리그는 조선민주주의인민공화국 아이스하키 협회가 창설된 해인 1955년부터 운영되기 시작했다. 클럽은 평양, 개성, 강계, 남포 등의 도시에 기반을 두고 있다.
여자 팀은 34개 팀 중 26위이며 디비전 II에서 경쟁한다.

## 골프
북한은 평양 골프 단지라는 하나의 골프장을 사용하고 있다. 코스는 18홀이며 평양에서 20마일 떨어져 있다. 2011년에 제1회 DPRK 아마추어 골프 오픈이 열렸으며 현재는 전 세계 국적의 사람들이 참가할 수 있는 연례 행사가 되었다.

## 체조

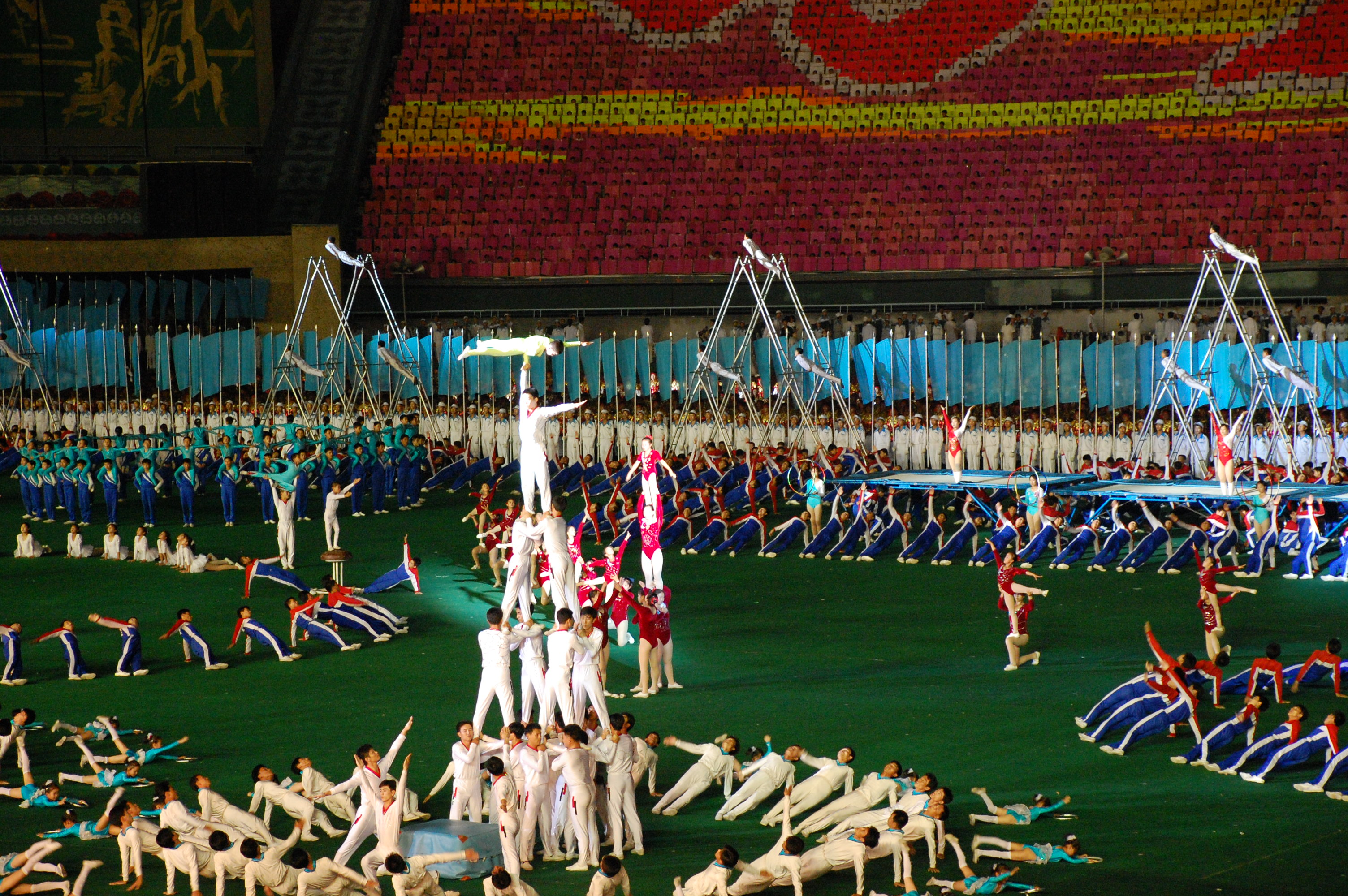
2007년 아리랑축제

대규모 체조 및 예술 공연 아리랑 (아리랑 축제), 일명 아리랑 매스 게임 은 대규모 체조 및 예술 축제이다. 북한 평양 능라도 5.1경기장에서 열린다. 게임은 보통 8월 또는 9월에 열린다.

## 태권도
2017년 평양에서 국제태권도연맹 제20회 세계선수권대회가 열렸다

## 프로레슬링

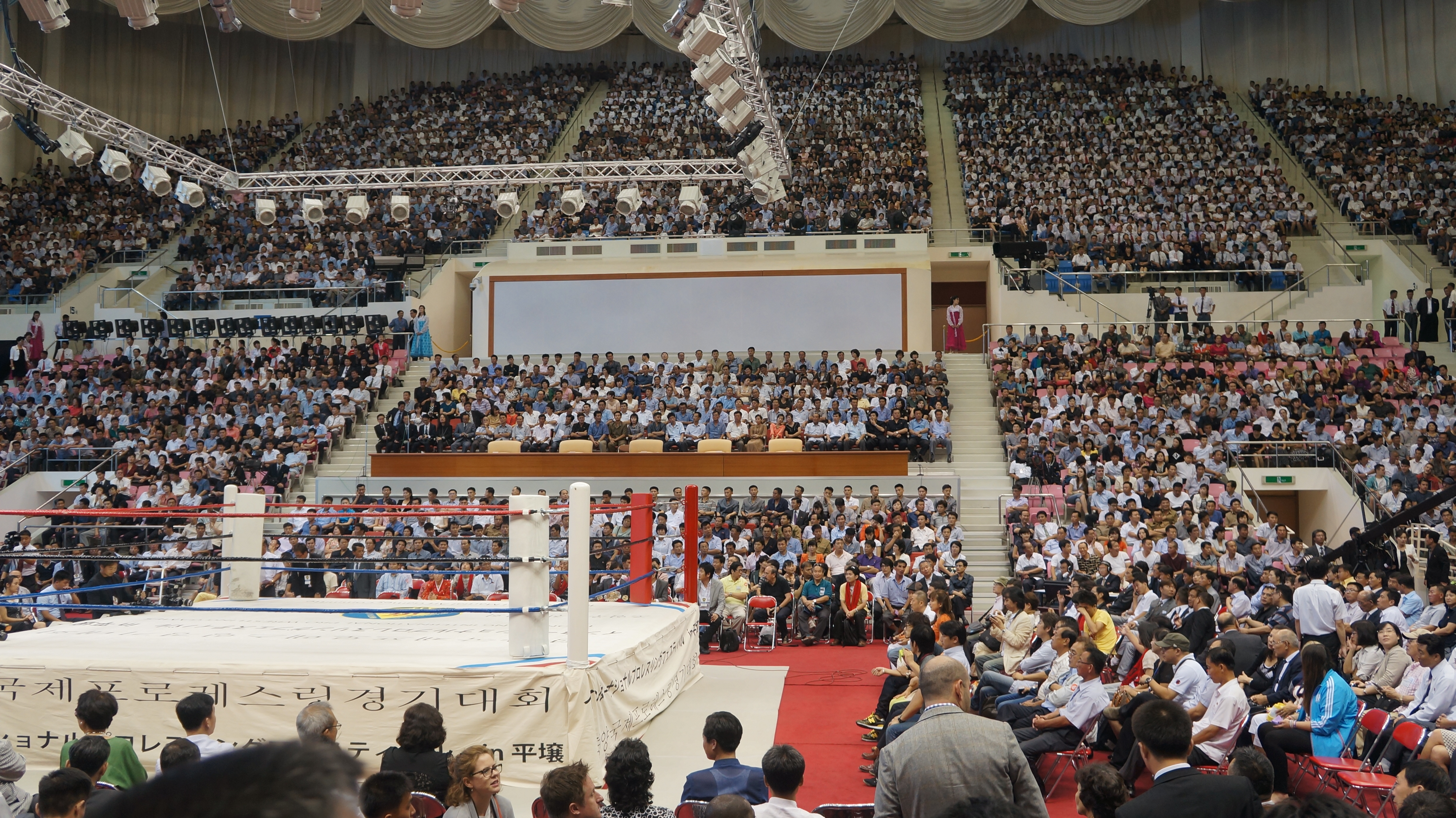
프로레슬링 친선경기로 경기장이 가득 찼다.

1995년, 지금은 사라진 프로레슬링 프로모터 월드 챔피언십 레슬링의 제작진이 에릭 비쇼프 총괄 프로듀서와 전 세계 챔피언 릭 플레어 등을 이끌고 중국을 거쳐 평양으로 날아와 북한과 프로레슬링의 아이콘이었던 일본 정치인 안토니오 이노키가 공동 주최한 '국제 평화 축제'에 참가했다. 이틀 동안 평양 메이데이 스타디움에서 프로레슬링 공연 사상 최대 규모인 34만 명의 관중이 운집한 가운데 이노키 대 플레어의 마지막 날 밤 메인 이벤트에는 복싱의 아이콘 무하마드 알리가 게스트로 출연했다.
두 경기의 경기 장면과 평양 내부의 영상, 대규모 체조 경기 장면은 행사 후 약 17개월이 지난 후 '충돌 인 코리아'라는 제목으로 유료 방송과 VHS로 출시되었으며, PPV는 0.15라는 초라한 성적을 거뒀다. 하지만 오랜 레슬링 팬과 북한 문화 애호가들 사이에서 컬트적인 인기를 끌며 미국 레슬링의 일반적인 폭력과 화려함과는 완전히 다른 공연 분위기로 큰 인기를 얻게 되었다.

## 북한의 올림픽

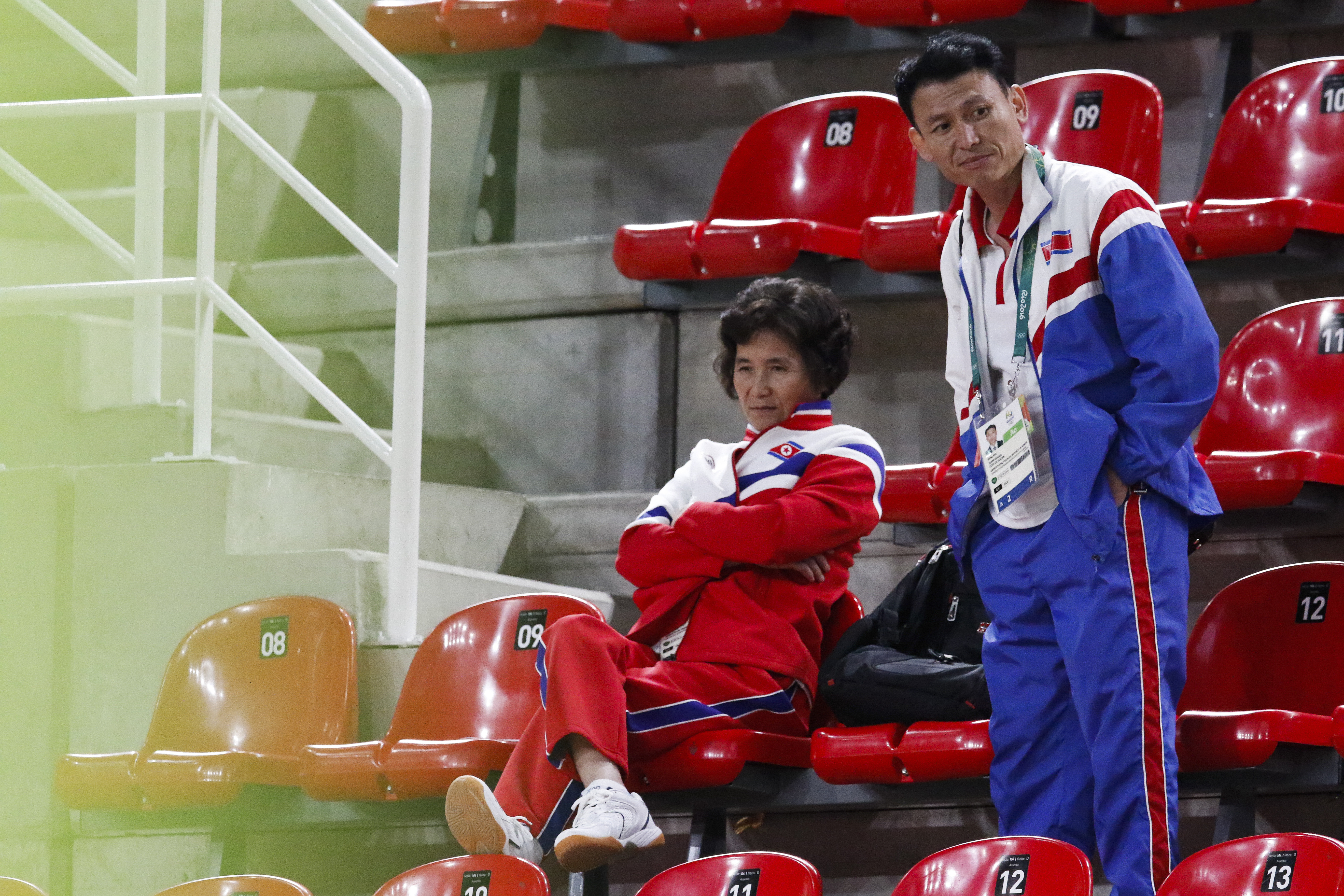
북한 주민들이 2016년 하계 올림픽 체조 훈련을 참관하고 있다.

북한이 단독으로 하계 올림픽에 처음으로 출전한 것은 1972년 서독 뮌헨에서 열린 하계 올림픽이며 금메달 1개를 포함해 5개의 메달을 획득했다. 4년 후 몬트리올에서는 복싱에서 금메달 1개와 은메달 1개를 획득했고, 4년 후 모스크바에서는 복싱, 레슬링 자유형, 역도에서 5개의 메달을 획득했다. 1984년 동구권 로스앤젤레스 올림픽 보이콧에 동참했고, 4년 뒤 남북 공동개최 거부를 이유로 서울 올림픽도 보이콧했다. 1984년 대부분 통합된 공산주의 보이콧에도 불구하고 쿠바, 에티오피아, 마다가스카르, 니카라과, 세이셸은 1988년 북한의 보이콧에 동참했다.
1992년 바르셀로나 올림픽에서 올림픽 대회에 복귀하여 스페인에서 유례가 없는 9개의 메달을 획득했으며 그 중 4개는 금메달이었다.
2000년 시드니 대회 와 4년 후 아테네 대회에서는 남북이 통일기를 들고 개회식과 폐회식에서 함께 입장했지만, 경기는 따로따로 이뤄졌다. 북한은 참가한 모든 하계 올림픽에서 메달을 획득했다.
북한 선수들은 1964년 인스브루크 동계 올림픽을 시작으로 동계올림픽에도 여러 차례 출전했다. 한필화는 스피드스케이팅 여자 3000m에서 은메달을 목에 걸었다. 북한의 또 다른 동계올림픽 메달은 1992년 알베르빌 동계 올림픽 쇼트트랙 여자 500m에서 황옥실이 3위를 차지하며 동메달을 목에 걸었다. 남북은 2006년 토리노 올림픽에서도 다시 통일기를 앞세워 행진했다.
2013년 10월 김정은은 성공한 선수들에게 그들의 업적을 인정받아 고급 아파트를 제공할 수 있는 새로운 정책을 도입했다. 2012년 하계 올림픽에서 올림픽 메달을 획득한 엄윤철, 안금애, 김운국 선수가 수상했다.

## 아시안 게임
북한은 1974년부터 아시안 게임에 참가하고 있다. 1974년, 1978년, 1982년, 1990년에서 상위 5위 안에 들었다. 2018년 아시안게임 여자 카누 경기에서 남북한 선수단이 합동으로 통일한국 최초의 금메달을 목에 걸었다.

## 영화 속 북한 스포츠
영국 영화감독 대니얼 고든이 북한 스포츠와 관련된 두 개의 영어 다큐멘터리를 제작했다.
2002년 영화 The Game of their Lives는 1966년 월드컵 팀의 살아남은 7명의 멤버에 대해 자세히 설명한다.
2004년 영화 A State of Mind는 2003년 아리랑 축제를 준비하는 두 명의 어린이 체조 선수와 그 가족을 그리고 있다.
2012년 영화 As One은 1991년 일본 지바 세계탁구선수권대회에서 금메달을 딴 최초의 남북 단일팀을 영화화한 작품으로 배우 배두나가 북한의 리분희 역을 맡았다.

## 같이 보기
- 한국의 전통 놀이
- 한국의 스포츠

### 추가 자료
- Yonhap News Agency (2002). 《North Korea Handbook》. Seoul: M.E. Sharpe. ISBN 978-0-7656-3523-5.